# Yasuo Tanaka

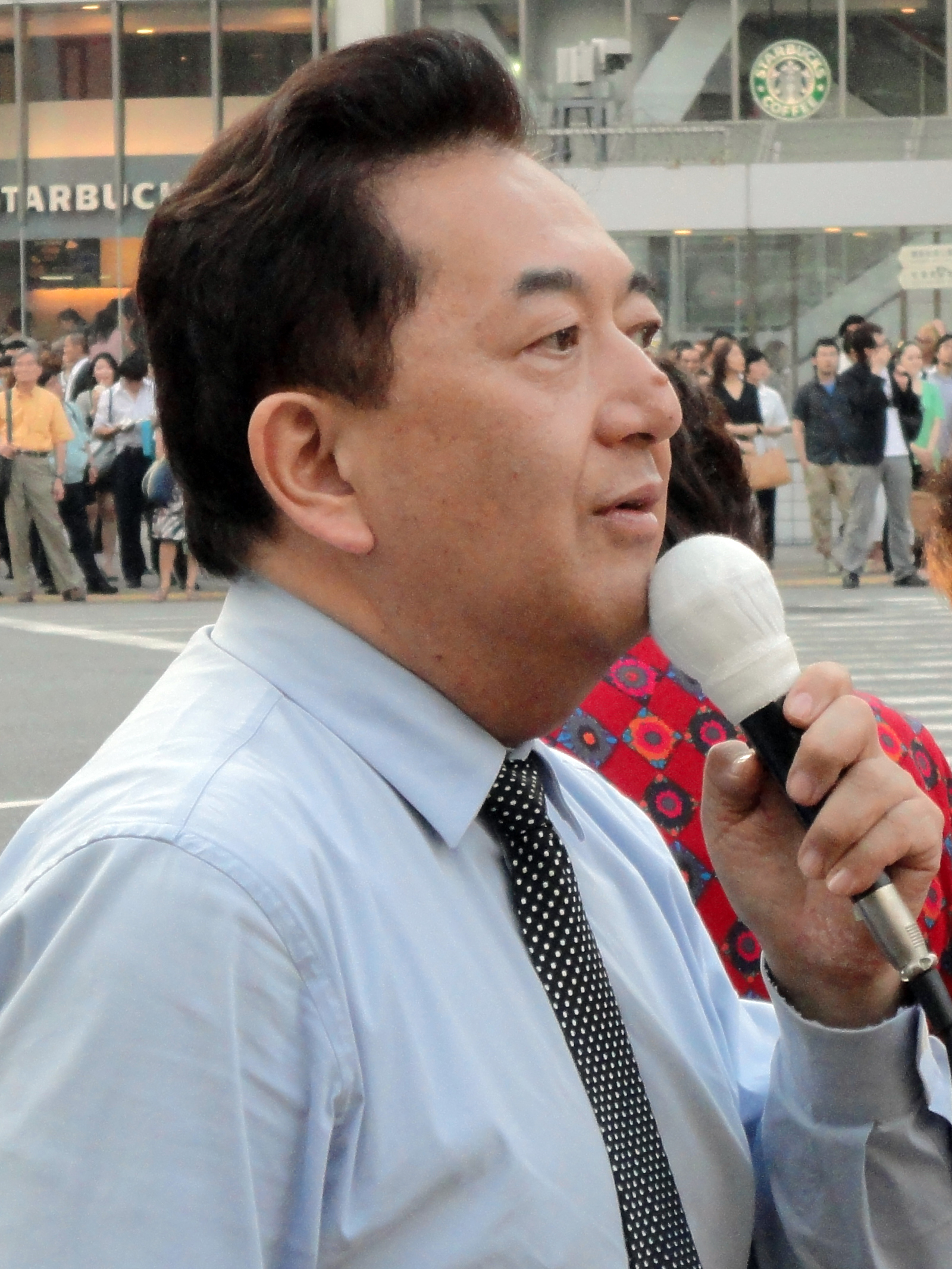
Yasuo Tanaka (2010)

Yasuo Tanaka (jap. 田中 康夫 Tanaka Yasuo; * 12. April 1956 in Musashino) ist ein japanischer Schriftsteller und Politiker. Tanaka war zwischen 2000 und 2006 Gouverneur der Präfektur Nagano und von 2007 bis 2009 Abgeordneter des Oberhauses, von 2009 bis 2012 des Unterhauses. Ab 2005 führte er die Neue Partei Japan (Shintō Nippon). Zuletzt kandidierte er erfolglos als Kandidat der Ōsaka Ishin no Kai in der Präfektur Tokio für das Oberhaus.

## Kristall-Kids
Tanaka wurde 1979 mit seinem Erstlingswerk Kristall-Kids (なんとなくクリスタル, nantonaku kurisutaru, dt. „irgendwie Kristall“, veröffentlicht als Kristall-Kids bei Krüger 1990, ISBN 3810520055) als Schriftsteller in Japan schlagartig berühmt. Kristall-Kids setzte viele stilistische Standards für die gesellschaftliche Entwicklung im Japan der aufgeheizten Bubble Economy, die in den 1980er Jahren mit einer Gier nach prestigevollen Markennamen als Statussymbolen, der Fixierung auf Reichtum und einer eitlen Dekadenz begann.
Kristall-Kids beschreibt den Alltag einer japanischen Studentin aus der Ich-Perspektive. In einem Interview, das Tanaka für die deutsche Ausgabe seines Buches gab, erklärte er, dass ihn nicht so sehr eigene Erfahrungen, sondern die Beobachtung von Kommilitoninnen während seiner Studienzeit an der Hitotsubashi-Universität und die Fantasie, wie das Leben dieser Studentinnen wohl aussähe, zu dem Buch inspiriert hätten. Das mittlere Drittel des Buches beschreibt ausschließlich und in Details Sex, den die Studentin in einem Love Hotel hat.
Vor allem wegweisend sind die ständigen und präzisen Hinweise auf Dinge und Verhaltensweisen, die zum Zeitpunkt der Entstehung des Buches „in“ waren, auf Zigaretten, Essmanieren, Kleidungsstile oder Musikstücke. In einer für einen Roman revolutionären Idee ist die japanische Ausgabe so strukturiert, dass die eigentliche Handlung auf den rechten Buchseiten erzählt wird, während auf den linken Seiten durch Fußnoten verlinkte praktische Hinweise auf den Roman stehen, z. B. Hunderte von Adressen von Kleidergeschäften oder Cafés, die die Protagonistin gerade besucht, der Preis einer bestimmten Zigarettenmarke, die die Protagonistin gerade raucht, oder die japanische Übersetzung eines englischen Songs, den die Protagonistin gerade hört. In der deutschen Ausgabe wurden die Fußnoten oft mit ironischer Distanz übersetzt, entsprechend dem zeitlichen und geographischen Abstand zur Originalausgabe.
Diese Sichtweise des „ich muss die äußeren Lebensbedingungen von jemand Coolem haargenau nachahmen, um selbst cool zu sein“ stellt die Lebenseinstellung vieler Japaner dar. Der Einfluss des Buches auf die japanische Gesellschaft lässt sich zum Beispiel daran erkennen, dass in Japan unpraktischerweise Spaghetti-Gerichte immer nur mit Gabel, aber ohne Löffel (oder Messer) serviert werden. Diese Sitte kann auf eine Fußnote in Kristall-Kids zurückgeführt werden, in der Tanaka bei einer Szene in einem Restaurant anmerkt, in Italien selbst erhielte man nie einen Löffel zu Spaghetti.

## Andere Romane
In der Folge verfasste Tanaka vier weitere Romane, die vor allem Sex zum Thema haben. Daneben veröffentlichte er seine Erfahrungen als freiwilliger Helfer beim Erdbeben von Kōbe und als Gouverneur in Essay-Form.

## Politische Karriere
Tanaka wurde am 26. Oktober 2000 als unabhängiger Kandidat zum Gouverneur der Präfektur Nagano gewählt, in der er den Großteil seiner Schulzeit verbracht hatte. Seine Wahl erfolgte gegen den erklärten Widerstand der nationalen Regierungsparteien LDP und Kōmeitō und lokaler Wirtschaftsverbände, die ihm öffentlich mangelnde Erfahrung vorwarfen. Bei Amtsantritt war er der jüngste Gouverneur im ganzen Land und der erste Gouverneur von Nagano in 41 Jahren, der nicht vorher Beamter war.
Als Gouverneur setzte Tanaka auf öffentlichkeitswirksame Maßnahmen, um zu beweisen, dass er einen neuen Politikstil verkörperte: Er arbeitete in einem gläsernen Büro, um Transparenz zu demonstrieren, startete einen (erfolgreichen) Hackerangriff auf die umstrittene nationale Einwohnermeldedatenbank, um deren Sicherheitsmängel zu beweisen, und schaffte den Korrespondentenklub von Nagano ab, durch den der Zugang von Journalisten zu Politikern kontrolliert wird. Messbare Erfolge gelangen ihm auf dem Gebiet der Präfekturfinanzen, in fünf aufeinanderfolgenden Jahren konnte er den Betrag ausstehender Präfekturanleihen reduzieren, indem er die Verwaltung reformierte und Infrastrukturprojekte reduzierte. Umstrittenstes Projekt war der Baustopp des – von der Wirtschaft gewünschten und vom Präfekturparlament beschlossenen – Shimosawa-Dammes, den er 2001 in einer Declaration of „No More Dams“ bekanntgab. Tanaka forderte auch eine landesweite Überprüfung von Dammbauten und Volksabstimmungen, die vom japanischen Gesetz auf kommunaler und Präfekturebene vorgesehen sind. Als Reaktion auf das Dammbau-Moratorium stellte sich ein Teil der Verwaltung gegen ihn, führende Beamten traten mit Verweis auf die Politik des Gouverneurs zurück.
Tanaka trat nach einem Misstrauensvotum des Präfekturparlaments 2002 zurück. Bei der resultierenden Neuwahl trat Tanaka erneut an und wurde mit deutlichem Vorsprung von 400.000 Stimmen vor Keiko Hasegawa erneut zum Gouverneur gewählt. Er blieb bis zu den Gouverneurswahlen vom 6. August 2006, die er knapp gegen seinen Kontrahenten Jin Murai verlor, im Amt.
2007 wurde Tanaka über die Verhältniswahl ins Sangiin gewählt, 2009 legte er sein Mandat nieder, um bei der Shūgiin-Wahl 2009 im 8. Wahlkreis Hyōgo, dem Wahlkreis von Tetsuzō Fuyushiba (Kōmeitō), zu kandidieren. Er konnte Fuyushiba schlagen und schloss sich im Shūgiin der Fraktion der Demokratischen Partei an, die er aber später wieder verließ und eine Fraktionsgemeinschaft mit der Neuen Volkspartei, dem Koalitionspartner der Demokraten, bildete. 2012 löste Tanaka auch diese auf und nahm eine Oppositionshaltung zum Kabinett Noda ein.
Bei der Shūgiin-Wahl 2012 unterlag er im Wahlkreis Hyōgo 8 klar Hiromasa Nakano (Kōmeitō). Da er zuletzt der einzige nationale Abgeordnete seiner Partei war, verlor diese damit auch den rechtlichen Status als politische Partei.
Für die Ōsaka Ishin no Kai kandidierte Tanaka bei der Sangiin-Wahl 2016 in der Präfektur Tokio (sechs Mandate), erhielt 7,5 % der Stimmen und verpasste damit relativ knapp den sechsten Sitz, den Amtsinhaber Toshio Ogawa (Minshintō) mit 8,2 % gewann. 2021 kandidierte er ohne Parteinominierung in einem relativ prominent besetzten Feld aus acht Kandidaten bei der Bürgermeisterwahl in der Stadt Yokohama und landete mit rund 13 % der Stimmen auf dem vierten Platz hinter Mitte-links-Kandidat Takeharu Yamanaka, dem von der nationalen LDP-Spitze unterstützten Ex-Minister Hachirō Okonogi und der von Teilen der LDP Yokohama unterstützten Amtsinhaberin Fumiko Hayashi.